# Shita-kiri Suzume
Shita-kiri Suzume (舌切り雀 shita-kiri suzume?), traducido literalmente como "Gorrión de Lengua Cortada", es una fábula tradicional japonesa que cuenta la historia de un buen anciano, su avara esposa y un gorrión lastimado. La historia explora los efectos de la avaricia, la amistad y los celos en los personajes.

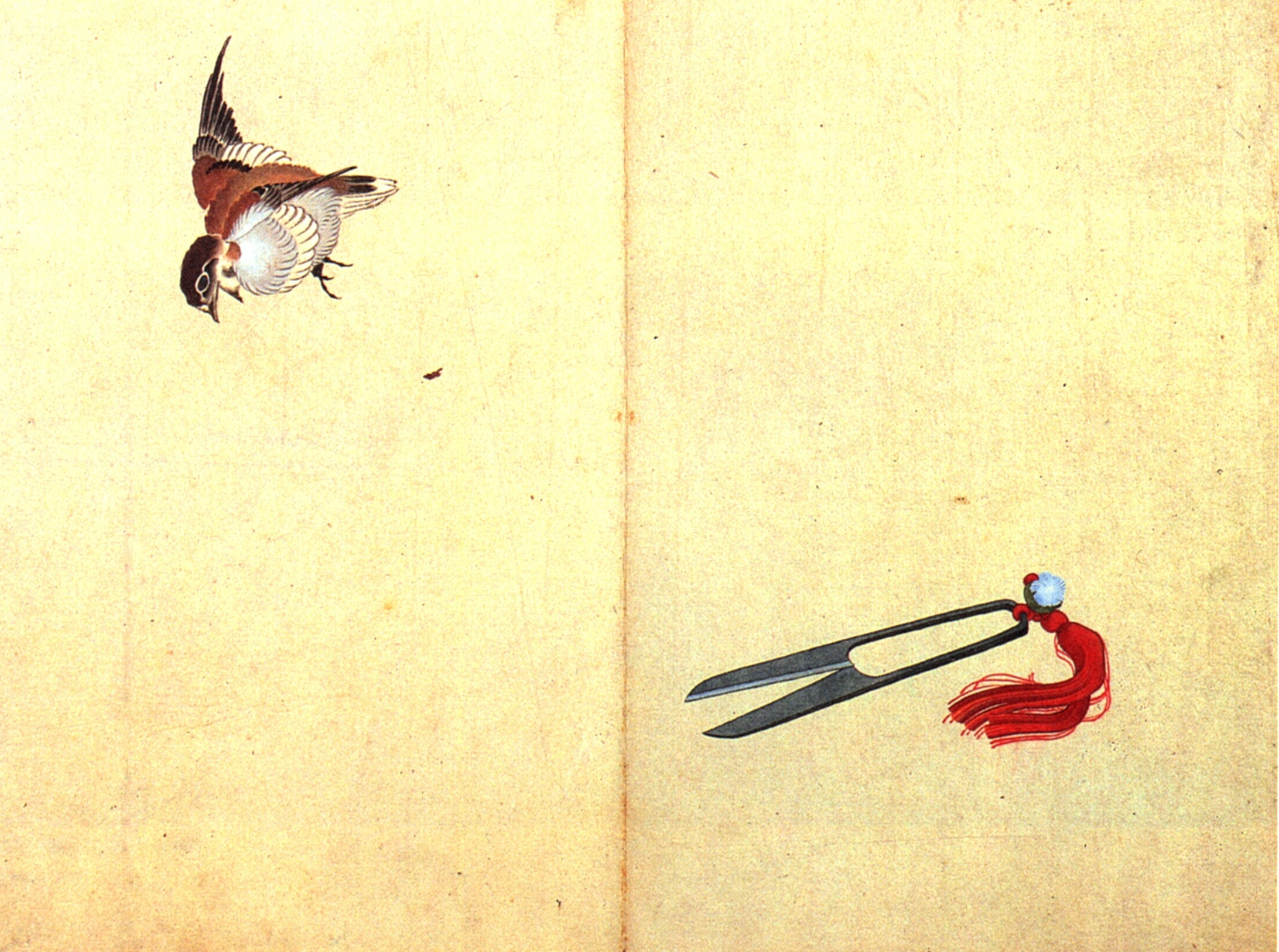
Katsushika Hokusai ukiyo-e

Andrew Lang la incluyó como El Gorrión con la Lengua Cortada en The Pink Fairy Book.
El cuento es clasificado según el criterio Aarne-Thompson como tipo 480 dentro de la categoría "Tareas sobrenaturales". Variantes literarias incluyen a Las tres hadas y Aurore y Aimée.

## Argumento
Una vez vivía un viejo leñador con su esposa, que ganaba para vivir cortando árboles y pescando. El viejo era honesto y bueno pero su esposa era arrogante y avara. Una mañana el viejo fue a las montañas para cortar leños y vio un gorrión herido pidiendo ayuda con su llanto. Sintiendo pena por el ave el hombre lo lleva a su casa y lo alimenta con arroz e intenta ayudarlo a recuperarse. Su esposa, siendo muy avara y ruda, se molesta en que su marido gaste preciosa comida en semejante pequeñez como el gorrión. El viejo de todas formas siguió cuidando al ave.
El hombre tuvo que volver a las montañas un día y dejó al ave bajo el cuidado de su esposa, la cual no tenía intención de alimentarlo. Luego de que se fuera su esposo, ella fue a pescar. Mientras no estaba, el gorrión encontró un poco de fécula de maíz y terminó comiéndosela toda. La mujer estaba tan enojada al volver que cortó la lengua del ave y lo mandó volando de nuevo a las montañas de donde vino.
El anciano fue a buscar al pájaro y con la ayuda de otros gorriones, encontró el camino un bosquecillo de bambús en donde estaba la posada de los gorriones. Una multitud de gorriones lo saludaron y le mostraron el camino hacia su amigo, el pequeño gorrión que salvó. Los otros le trajeron comida y cantaron para el.
Luego de su partida, le presentaron como obsequio la elección de una canasta grande o una pequeña. Siendo un hombre mayor, eligió la pequeña al pensar que sería más fácil de llevar. Cuando llegó a casa, abrió la canasta y descubrió una gran cantidad de tesoros dentro. La esposa, enterándose de la existencia de la canasta grande corrió a la posada de los gorriones con la esperanza de tener más tesoros. Eligió la canasta grande pero se le advirtió que no la abriera antes de llegar a casa. 
Tan grande fue su codicia que la esposa no pudo resistir abrir la canasta antes de volver a la casa. Para su sorpresa, la caja estaba llena de mortíferas serpientes y otros monstruos. La asustaron tanto que rodó abajo todo el alto de la montaña hasta su muerte.

## En la cultura moderna
En el videojuego de Clover Studio, Ōkami, la posada de los gorriones existe como un lugar importante, al lado de una anciana pareja, que capturó a un gorrión y pensaban comerlo.  
La historia ha sido traducida al inglés múltiples veces, por A.B. Mitford (1871), William Elliot Griffis (1880), David Thomson (como el volumen 2 de Hasegawa Takejirō's Japanese Fairy Tale Series, 1885), Yei Theodora Ozaki (1903), Teresa Peirce Williston (1904), y muchos otros.